# Мисс Интернешнл 1986
Мисс Интернешнл 1986 (англ. Miss International 1986) — 26-й международный конкурс красоты Мисс Интернешнл, проведённый 31 августа 1986 года в Нагасаки (Япония), который выиграла Хелен Фейрбразер из Англии.

## Финальный результат
| Финальные результаты | Участница |
| -------------------- | --- |
| Мисс Интернешнл 1986 | - Англия — Хелен Фейрбразер |
| 1-я вице-мисс        | - Дания — Пиа Розенберг Ларсен |
| 2-я вице-мисс        | - Мексика — Марта Мерино Понсе де Леон |
| Полуфиналистки       | - Колумбия — Мария дель Кармен Сапата Валенсия - Нидерланды — Каролина Велдкамп - Израиль — Хава Дистенфельд - Япония — Рика Кобаяси - Новая Зеландия — Зена Дженканс - Норвегия — Аннетта Бьерке - Филиппины — Элис Диксон - Пуэрто-Рико — Элизабет Робисон Латаллади (SF Universe 86) - Испания — Иран Понт Хиль - Швеция — Сусанна Мария Лундмарк - США — Синди Джейн Уилльямс - Венесуэла — Нэнси Гальярдо Киньонес |

## Специальные награды
| Награда                    | Участница                         |
| -------------------------- | --------------------------------- |
| Лучший национальный костюм | - Венесуэла — Нэнси Гальярдо      |
| Мисс Дружба                | - Япония — Рика Кобаяси           |
| Мисс Фотогеничность        | - Швеция — Сусанна Мария Лундмарк |

## Участницы
| - Аргентина — Барбара Лашич - Австралия — Кристин Люсинда Букат (Universe 86) - Австрия — Мануэла Редтенбахер (Universe 86) - Бельгия — Нэнси Мария Марселла Стоп - Боливия — Глория Патрисия Рока - Бразилия — Катя Маркес Фариа - Канада — Ирен Элизабет Вермуэлен - Колумбия — Мария дель Кармен Сапата Валенсия - Коста-Рика — Ана Лорена Гонсалес Гарсиа (SF World 86) - Кот-д’Ивуар — Мари Франсуаз Куаме (Universe 86) - Дания — Пиа Розенберг Ларсен (1st RU World 86) - Англия — Хелен Фэйрбратер - Финляндия — Маарит Ханнеле Саломяки - Франция — Катрин Люсетт Биллодо - Германия — Биргит Ян (Universe 86) - Греция — Афродите Панагиоту - Гуам — Дина Анн Рейес Салас (Universe 86) - Нидерланды — Каролина Велдкамп (Universe 86) - Гондурас — Франсия Татьяна Рейес Беселинофф (Universe 87) - Гонконг — Пэтти Нгай Суэньтунг - Исландия — Рагна Саэмюндсдоуттир - Индия — Пунам Палет Гидвант - Ирландия — Маелла Бирн | - Израиль — Хава Дистенфельд - Италия — Катерина Фанчулли - Япония — Рика Кобаяси - Республика Корея — Ким Юнджон - Малайзия — Латония Чанг Пэйпэй - Мексика — Марта Кристина Мерина Понсе де Леон - Новая Зеландия — Зена Грейс Дженкинс - Северные Марианские Острова — Лиза Акинингок Манглона - Норвегия — Аннетта Бьерке - Панама — Нидия Эстер Перес - Филиппины — Джесси Элис Селонес Диксон - Польша — Рената Фатла (World 86) - Португалия — Ана Роза Рекиту Антуниш - Пуэрто-Рико — Элизабет Робисон Латаллади (SF Universe 86) - Шотландия — Ким Робертсон - Сингапур — Ширли Тё Сэли (World 88) - Испания — Иран Понт Хиль - Швеция — Сусанна Мария Лундмарк - Швейцария — Марианна Мюллер - Таиланд — Джантани Сингсуван - США — Синди Джейн Уилльямс - Венесуэла — Нэнси Хосефина Гальярдо Киньонес - Уэльс — Джудит Кай Попам |